# Glanzige hoornbloem
De glanzige hoornbloem (Cerastium fontanum subsp. holosteoides, basioniem: Cerastium holosteoides) is een plant die behoort tot de anjerfamilie (Caryophyllaceae). De ondersoort komt van nature voor in West-Europa. De glanzige hoornbloem staat op de  Nederlandse Rode lijst van planten als zeldzaam en matig in aantal afgenomen.
De glanzige hoornbloem komt voor op bij vloed overstroomde kleioevers en in de duinen op voedselrijke grond onder struikgewas.
De plant wordt 4-45 cm hoog. De onderste stengelbladeren zijn kaal of met bijna alle haren in een rij. De bladeren zijn ook kaal of bijna niet behaard.
De glanzige hoornbloem bloeit van mei tot augustus met witte, 0,4-1 cm grote bloemen. De kroonbladen zijn diep ingesneden. De kelkbladen zijn 5-8 mm lang.
|  |

De vrucht is een 1-1,4 mm lange doosvrucht.
|  |